# Kissinger Hütte
Die Kissinger Hütte ist ein Schutzhaus des Rhönklubs auf dem Gipfel des 832 m ü. NHN hohen Feuerbergs in den Schwarzen Bergen der Rhön. Sie gehört zur Gemeinde Sandberg im bayerischen Landkreis Rhön-Grabfeld und befindet sich nahe dem Ortsteil Langenleiten. Wegen eines erheblichen Brandschadens steht sie zur Zeit leer.

## Geschichte und Beschreibung

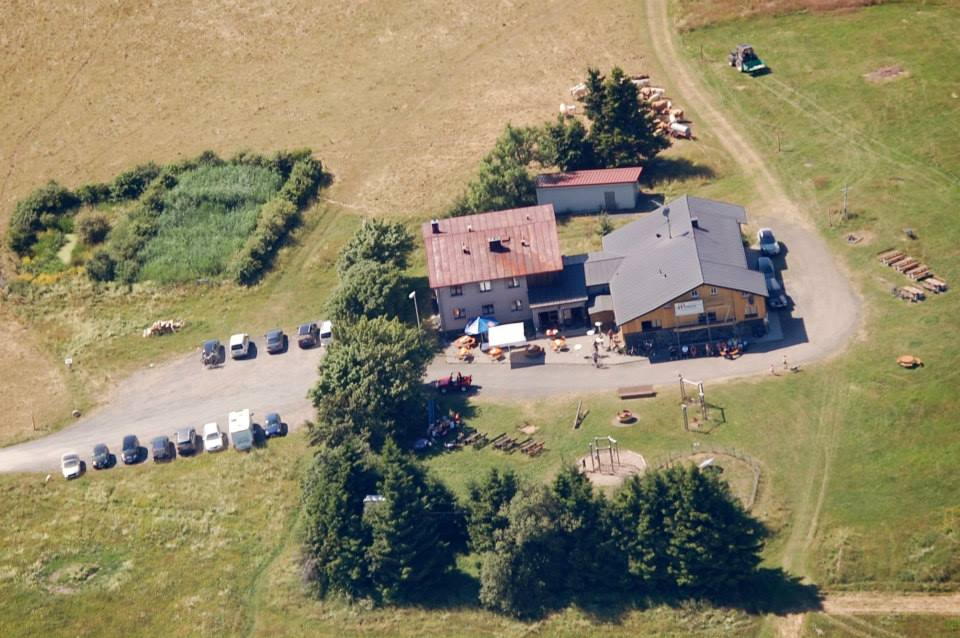
Luftaufnahme der Kissinger Hütte, 2013

Die Hütte ist eines der ältesten Berghäuser in der Rhön. Sie wurde 1914 als König-Ludwig-Hütte gebaut und gehört seitdem dem Rhönklub Zweigverein Bad Kissingen. Den Namen „Kissinger Hütte“ erhielt sie nach dem Ersten Weltkrieg. Bis zu ihrem heutigen Aussehen wurde die Kissinger Hütte viermal erweitert, zuletzt 1972. Es gibt einen Gastraum und Übernachtungsmöglichkeiten.
Zwischen 2019 und 2021 wurde die Kissinger Hütte umfangreich saniert und umgebaut. Der Küchenbereich wurde modernisiert und mit neuen Geräten sowie einer Be- und Entlüftungsanlage versehen. Das Bettenlager des Haupthauses wurde energetisch saniert und 18 Schlafplätze eingerichtet. Im Bettenhaus gibt es jetzt 59 Schlafplätze. Der Jugendraum wurde ebenfalls renoviert und erhielt einen zweiten Fluchtweg.
Durch die isolierte Lage, wodurch keine Lichtverschmutzung vorhanden ist, fungiert die Kissinger Hütte als Hotspot des Sternenparks Rhön. Eine Erweiterung zu einem Sternenpark-Stützpunkt ist in Planung.
Am 18. März 2025 brach nachts im Haupthaus ein Brand aus. Der ältere und bisher unsanierte Hauptteil der Kissinger Hütte ist dabei komplett ausgebrannt und eingestürzt. Das neuere und bereits sanierte Bettengebäude konnte jedoch gerettet werden.

## Wanderwege
Zwei Fernwanderwege (Hauptwanderwege des Rhönklubs) führen an der Hütte vorbei und weiter zum etwa 4 km nordöstlich gelegenen Kreuzberg:
- der Kreuzbergweg HWO 7 von Schwarzenfels nach Bad Königshofen, bis zum Kreuzberg auch Kardinal-Döpfner-Weg genannt
- der Rhönhöhenweg RHW von Burgsinn nach Bad Salzungen

Auch die Basalttour (eine ca. 12 km lange Extratour des Hochrhöners) führt hier vorbei, und es führen weitere gut markierte Wander- und Radwege von den umliegenden Orten hierher.